# Міжнародний день чайлдфрі
Міжнародний день без дітей відзначається щорічно 1 серпня. Започаткований у 1973 році в США Національним альянсом за необов'язкове батьківство, на той час Національною організацією небатьків (NON), під назвою День небатьків. Цей день спрямований на відзначення людей, які добровільно вирішили не мати дітей, і сприяння прийняттю вибору чайлдфрі. Він також був описаний як «день святкування в усьому світі для тих пар, які зіткнулися з критикою, насмішками та відмовою через те, що вони вирішили бути бездітними за власним вибором».
Ініціатива була відроджена у 2013 році письменницею Лаурою Керролл, яка також присуджує щорічну нагороду «Небатько року», яка спочатку складалася з номінації чоловіків і жінок. У 2018 році категорії «чоловіча» та «жіноча» були замінені на «Людина року Чайлдфрі» (будь-яка людина) та «Група року Чайлдфрі» (пара, дует, тріо або група, хай то чайлдфрі пара, групи в соцмережах, лідери форумів або засновники вебсайтів).
Серед переможців — бельгійський письменник Теофіль де Жіро та американська письменниця Дженніфер Торп-Москон у 2013 році. Переможцями 2020 року стали Елізабет Гінц, американська докторантка, яка «присвятила свою професійну кар'єру розумінню та нормалізації досвіду чайлдфрі».